# GOLDEN☆BEST 影山ヒロノブ
『GOLDEN☆BEST 影山ヒロノブ』（ゴールデン・ベスト かげやまひろのぶ）は、影山ヒロノブの4枚目のベスト・アルバム。2004年12月22日に ジャパンレコーズから発売された。

## 概要
『ゴールデン☆ベスト』シリーズの1枚。徳間音楽工業在籍時に発表された曲をまとめたアルバム。1989年に発売された『THE BEST OF HIRONOBU KAGEYAMA』や1992年にCD化された1枚目のアルバム『BROKEN HEART』と極力内容が被らないように選曲されたため、収録曲のほとんどが初CD化である。
なお、ジャケット写真は『BROKEN HEART』と同じものが使われている。

## 収録曲
1. 今日を生きよう [3:12]
作詞：MOGOL、訳詞：星加ルミ子、作曲：GUIDO CENCIARELLI・NORMAN DAVIDSHATIRO、編曲：乾裕樹
ソロデビュー曲。
2. ロンリーナイト [4:37]
作詞・作曲：山景宣浩、編曲：石田勝範
シングル『今日を生きよう』のB面。
3. BROKEN HEART [4:19]
作詞：西条俊、作曲：浜田金吾、編曲：青山徹
ライナーノーツには「アルバム『BROKEN HEART』からの収録」と書かれているが、実際に収録されているのはライブ音源である。
4. TRY ME [4:13]
作詞・作曲：つのだ・ひろ 編曲：佐藤健
2ndシングル。
5. 99% I LOVE YOU [3:37]
作詞：ちあき哲也、作曲・編曲：後藤次利
2ndシングルのB面。
6. ほとんどクレイジー [4:04]
作詞：竜真知子、作曲：沢田研二、編曲：水谷公生
3rdシングル。
7. ブロンズ・シュガー [3:51]
作詞：竜真知子 作曲：沢田研二 編曲：水谷公生
3rdシングルのB面。
8. MIDNIGHT STORY [4:19]
作詞：栗原賢二、作曲：影山ヒロノブ、編曲：山中のりまさ
アルバム『FIRST AT LAST』収録曲。
9. ONE WAY LOVE(Speed Life) [3:46]
作詞：影山ヒロノブ 作曲：須藤賢一 編曲：山中のりまさ
アルバム『FIRST AT LAST』収録曲。
10. MR. DARKNESS [5:22]
作詞：影山ヒロノブ、作曲：影山ヒロノブ・須藤賢一、編曲：山中のりまさ
アルバム『FIRST AT LAST』収録曲。
11. TAKE YOU TO THE STAR [3:39]
作詞・作曲：円道一成、編曲：山中のりまさ
アルバム『FIRST AT LAST』収録曲。
12. 真夜中のダンス [3:14]
作詞：三浦徳子 作曲：荒木和作 編曲：We
4thシングル。
13. THE LADY [2:56]
作詞・作曲：福島邦子 編曲：We
4thシングルのB面。
14. Rainy Now [2:49]
作詞：三浦徳子 作曲：山中のりまさ 編曲：We
アルバム『HORIZON』収録曲。
15. Horizon [3:56]
作詞：三浦徳子 作曲：山崎修 編曲：We
アルバム『HORIZON』収録曲。
16. 未来から来た男 [3:43]
作詞：三浦徳子 作曲：山崎修 編曲：We
アルバム『HORIZON』収録曲。
17. Sad Moment [2:34]
作詞：三浦徳子 作曲：山崎修 編曲：We
アルバム『HORIZON』収録曲。
18. ターバン [2:44]
作詞：三浦徳子 作曲：柳沢立生 編曲：We
アルバム『HORIZON』収録曲。
19. まだ見ぬ女（ひと）へ [3:35]
作詞：三浦徳子 作曲：山中のりまさ 編曲：We
アルバム『HORIZON』収録曲。
20. STAR DUST MEMORY [2:09]
作詞：寺田憲史 作曲・編曲：壇雄司
アニメ『超時空騎団サザンクロス』挿入歌。影山にとって初のアニメソングである。影山のオリジナルアルバムには未収録。